# Jonathan Levi
Jonathan Alberto Levi (Glumslöv, 1996. január 23. –) svéd válogatott labdarúgó, a Ferencváros támadója.

## Pályafutása

### Klubcsapatokban
Levi szülővárosa csapatának (Glumslövs) és az Eskilsminne akadémiáin nevelkedett, felnőtt labdarúgó-pályafutását az utóbbi csapatnál kezdte el a svéd harmadosztályban. A 2016-os szezonban a svéd harmadosztályban huszonöt mérkőzésen nyolc gólt szerzett a Landskrona csapatában, a következő idényben már a másodosztályú Östers csapatában futballozott. 2017 nyarán szerződtette őt a norvég élvonalbeli és Európa-liga csoportkörös Rosenborg csapata, amellyel első idényében bajnok lett, valamint a következő idényben összejött a triplázás is; csapatával a bajnoki címet, a kupát és a szuperkupát is megnyerték. 2019-ben kölcsönben a svéd első osztályú Elfsborg játékosa volt. 2020 és 2022 között a Norrköping csapatában nyolcvanegy mérkőzésen tizenhét gólt szerzett a svéd bajnokságban.
2023 január óta a magyar élvonalbeli Puskás Akadémia labdarúgója. Február 18-án a MOL Fehérvár ellen 1–1-re végződő bajnoki mérkőzésen szerezte első gólját az NB I-ben.
2025. június 17-én a bajnoki címvédő Ferencvároshoz igazolt.

### A válogatottban
Többszörös svéd korosztályos válogatott labdarúgó. 2019. január 11-én mutatkozott be a svéd felnőtt válogatottban egy Izland elleni barátságos mérkőzésen.

### Mérkőzései a svéd válogatottban
| #  | Dátum            | Ellenfél | Eredmény | Kiírás              | Esemény |
| -- | ---------------- | -------- | -------- | ------------------- | ------- |
| 1. | 2019. január 11. | Izland   | 2 – 2    | barátságos mérkőzés | 80'     |

## Sikerei, díjai
Rosenborg
- Norvég bajnok: 2017, 2018
- Norvég kupagyőztes: 2018
- Norvég szuperkupagyőztes: 2018

 Puskás Akadémia
- NB I ezüstérmes: 2024–25
- NB I bronzérmes: 2023–24